# Вирт, Макс
Макс Вирт (нем. Max Wirth; 22 января 1822 года, Бреслау — 18 июля 1900 года, Вена) — немецкий политэконом и историк; сын Иоганна Георга Вирта. Все публикации Вирта написаны в духе так называемой манчестерской школы.
Макс Вирт с 1864 до 1873 годы занимал пост директора швейцарского статистического бюро в Берне; потом был сотрудником венской «Neue Freie Presse» и корреспондентом лондонского «Экономиста».
Его жена Беттина Вирт (Bettina Wirth, урождённая Грейнер; род. 1849 г.) — автор повестей и романов «Künstler und Fürstenkind» (1877), «Hohe Lose» (1883) и др.

## Издания
Основные сочинения:
- «Grundzüge der Nationalökonomie» (Кельн, 1865-73, изд. 3, 1883);
- «История торговых кризисов в Европе и Америке» (Geschichte der Handelskrisen, 3 изд.; 1883; русск. пер. Е. И. Конради, СПб.);
- «Allgemeine Beschreibung und Statistik der Schweiz» (Цюрих, 1870-75);
- «Wiedergeburt Oesterreichs» (Вена, 1878);
- «Kultur- und Wanderskizzen» (Вена, 1876);
- «Die Krisis der Landwirtschaft» (Берлин, 1881);
- «Das Geld» (Лейпц., 1884);
- «Ungarn und seine Bodenschätze» (Франкф.-на-M., 1885);
- «Die Quellen des Reichtums» (Кельн, 1886).